# AD San Luis Sta. Teresita
El AD San Luis Sta. Teresita es un equipo de fútbol aficionado de Costa Rica que juega en la Primera División de LINAFA, la tercera categoría de fútbol en el país.

## Historia
Fue fundado en el año 1997 en el distrito de Santa Teresita del cantón de Aserrí en la provincia de San José con el nombre Santa Teresita FC y es el segundo equipo en importancia del cantón de Aserrí y el más importante a nivel aficionado del cantón.
En el año 2013 el club se fusiona con el AD San Luis para crear al club actual con el fin de ascender de categoría y para que un club represente a dos distritos del cantón.

## Palmarés
- Segunda División de LINAFA - Grupo D: 1

2011/12